# Шептуховка (Ростовская область)
Шептуховка (прежнее название Яново-Шептуховка) — село в Чертковском районе Ростовской области. 
Административный центр Шептуховского сельского поселения.

## История

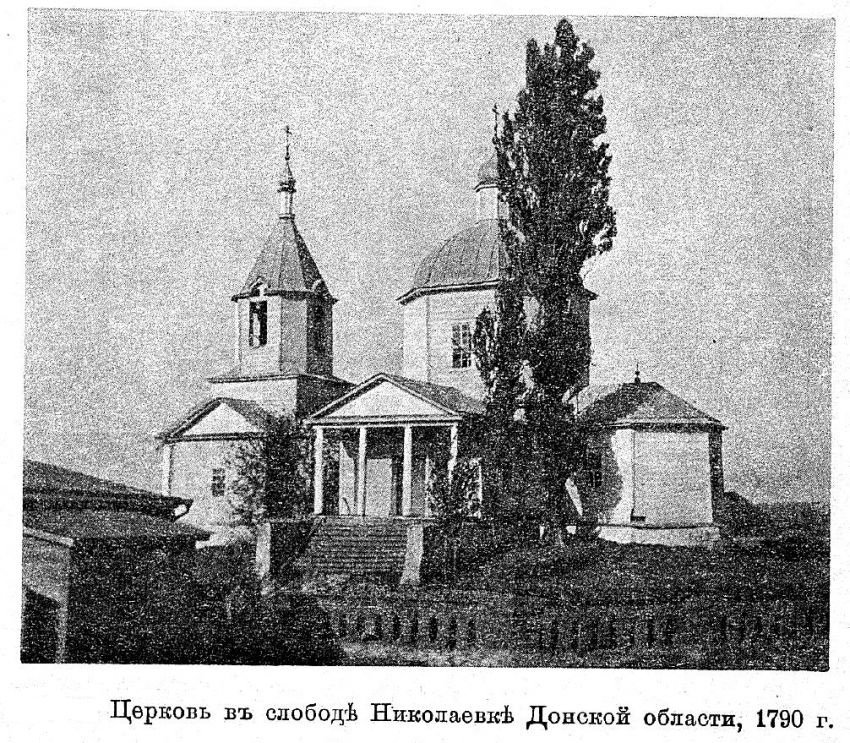
Шептуховка, церковь Николая Чудотворца

По народному преданию слобода Шептуховка заселена около 1705 года. Первыми поселенцами были малороссы, которые пришли из Харьковской и Черниговской губерний. В 1790 году в слободе была построена церковь помещиком войсковым старшиной Максимом Яновым. В 1822 году в слободе было 113 дворов, жители слободы занимались землепашеством. К 1915 году в слободе Шептуховка насчитывалось 386 дворов, 3492 десятин земли, население составляло 3910 человек. В слободе находилось: волостное и сельское правление, ссудно-сберегательное товарищество, церковь, церковно-приходская школа, две вальцовые мукомольные мельницы, два маслобойных цеха и 15 ветряков.

## Население
| 2010 |
| ---- |
| 1029 |

## Улицы
| - ул. Береговая, - ул. Дружбы, - ул. Катрича, - ул. Колхозная, - ул. Красная, - ул. Лесная, - ул. Луговая, | - ул. Мира, - ул. Молодёжная, - ул. Петровского, - ул. Победы, - ул. Почтовая, - ул. Пушкина, - ул. Садовая, | - ул. Свободы, - ул. Степная, - ул. Центральная, - пер. Веселый, - пер. Криничный, - пер. Спортивный, - пер. Школьный. |

## Достопримечательности
В селе действует Церковь Покрова Пресвятой Богородицы.